# Äijävaara
Äijävaara är en by i Gällivare socken, Gällivare kommun. Översatt från finska betyder Äijävaara Gubbeberget.
De första nybyggarna i orten var Erik Hotti och Erik Samuelsson, vilka erhöll beviljningar 1822. Vid folkräkningen år 1890 fanns det 41 personer som var skrivna i byn Äijävaara. I juni 2016 fanns det enligt Ratsit fem personer över 16 år registrerade med Äijävaara som adress.
Äijävaara är en i raden av många utdöende byar i Norrbottens inland, men har tidigare haft postkontor, dagligvarubutik och en skola (som lades ner 1953). Efter att skolan lades ner skjutsades byns skolbarn till Ullatti (låg- och mellanstadiet) och till Hakkas (högstadiet). Idag finns barn kvar i byn. Äijävaara fick egen väg först 1932. När man åker till Äijävaara svänger man av efter Länsväg 394 mittemellan Gällivare och Pajala.
Närmsta tätort är Ullatti, 15 kilometer bort. Centralorten Gällivare ligger cirka 6 mil bort. De flesta i byn med jobb pendlar till Gällivare.